# 역시 내 청춘 러브코메디는 잘못됐다.

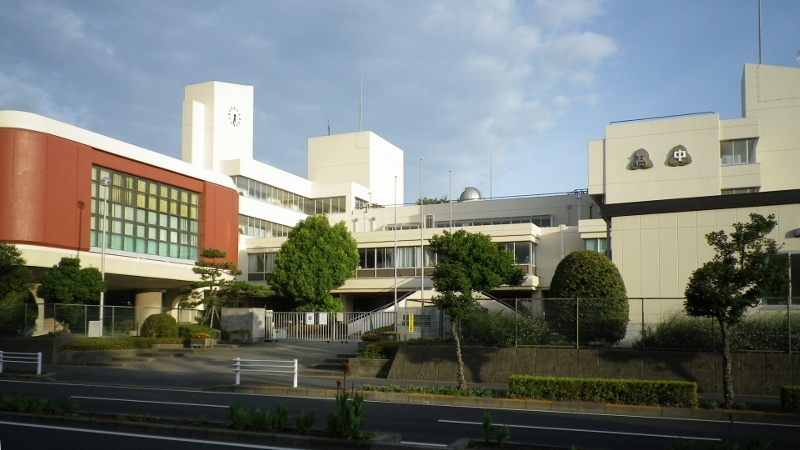
본작의 무대인 소부고등학교의 모델이 된 치바 시립 이나게고등학교

《역시 내 청춘 러브코메디는 잘못됐다.》(やはり俺の青春ラブコメはまちがっている。 야하리 오레노 세이슌 라부코메와 마치갓테이루[*])는 일본의 작가 와타리 와타루가 쓰고 퐁칸⑧이 삽화를 담당한 라이트 노벨로, 가가가 문고(쇼가쿠칸)에서 발매되었다. 대한민국에서는 디앤씨미디어의 L노벨에서 발간하고 있다. 2011년 3월 18일 제 1권이 발매되었으며, 2019년 11월 19일에 마지막권인 14권이 발매되면서 완결되었다. 본작의 약칭은 "내청코", 또는 "역내청"이 사용되고 있다.
애니메이션은 2013년 4월부터 6월까지 제1기가 방영되었고, 애니메이션 제2기가 2015년 4월부터 6월까지 방영되었으며. 2020년 7월부터 10월까지 애니메이션 3기가 방영되었다. 또한 플레이스테이션 비타용 미연시 게임으로도 제작되었다. 2014~16년 이 라이트 노벨이 대단하다에서 작품부분 1위를 수상했으며, 특히 2015년 이 라이트 노벨이 대단하다에서는 남자 주인공인 히키가야 하치만과 여자 주인공인 유키노시타 유키노가 남녀캐릭터 부분 1위에 오르기도 했다.

## 개요
친구가 1명도 없고 딱히 만들려는 생각도 하지 않는 뒤틀린 고교생, 히키가야 하치만은, 그것을 두고 볼 수 없었던 교사 히라츠카 시즈카로 인해 「봉사부(奉仕部)」라고 하는 동아리에 입부하게 되었다. 본작은 그 뒤의 고교생활을 그린 러브 코미디 작품이다. 히라사카 요미의 「나는 친구가 적다」를 필두로 하는 이른바 「유감계 러브 코미디」를 목표로 쓰여진 작품으로, 제1권의 띠에는 히라사카 요미의 추천문이 게재되어 있다.
타이틀이 길기 때문에 저자의 공식 트위터에서 약칭을 모집하였으나, 공식 약칭은 결정되지 않았다. 작가는 응모된 약칭 중 「하마치(はまち)」, 또는 「오레가이루(俺ガイル)」를 사용하고 있다.
지바현 지바시를 무대로 하고 있으며, 작가인 와타리 와타루 자신이 치바현 출신이기 때문에, 작중에서 치바에 관련된 사물이 자주 등장한다.
2012년 7월에는 같이 가가가 문고의 작품인 「GJ부」와 함께 1기 TV 애니메이션화가 발표되었다. 1기 애니메이션 제작은 브레인즈 베이스에서 맡았고, 감독은 요시무라 아이가 맡았다.
1기 애니메이션 방영이 1년이 지난 2014년 4월에 원작 7권 이후의 내용을 담은 2기 애니메이션 제작을 결정했고 일본 TBS에서 2015년 4~6월 2분기 애니중 하나로 방영했다. 그러나 제작사가 지난 1기와는 다른 feel. 사에서 맡아 감독과 더불어 거의 모든 스탭진들이 바뀌었다. 그러나 성우진은 추가 캐릭터가 나오게 되어서 그와 관련된 추가 성우진을 발표만 했을 뿐, 나머지는 1기와 동일하게 구성되었다.

## 스토리
치바시립 소부고등학교(総武高等学校)에 다니는 고교 2학년 히키가야 하치만은 어린 시절부터 친구가 없었고, 그 결과 친구를 만드는 것을 포기해서 그저 외톨이(ぼっち)로 살아가려 하고 있었지만, 생활 지도 담당 교사인 히라츠카 시즈카의 눈에 띄어 학교 제일의 미소녀유키노시타 유키노가 소속된 봉사부에 입부당했다. 봉사부는 학생의 문제를 해결하는데 도움을 주는 일을 하고 있으며, 공개적으로 활동이 드러나 있는 편은 아니고 시즈카의 소개로 학생이 보내진다.
봉사부에 입부한 하치만은, 자신과는 정반대의 계급에 속하는 유이가하마 유이, 중2병 전개의 자이모쿠자 요시테루 테니스 부원으로 귀여운 여자로밖에 보이지 않는 토츠카 사이카와 행동을 같이 하게 된다.

## 등장인물
등장인물의 이름은 모두 가나가와현의 지명에서 유래했다.
※ 담당 성우는 드라마 CD와 동일.
히키가야 하치만(일본어: 比企谷 八幡)
성우 - 에구치 타쿠야
본작의 주인공. 자칭 「최강의 아웃싸이더」를 목표로 한다. 소부 고등학교 2학년 F반 출석번호 29번. 생일은 8월 8일. 혈액형은 A형.
학교에서는 타인과 회화를 하는 일은 거의 없고, 같은반 학우들에게 「히키타니」란 잘못된 이름으로 불린다. 외모 자체는 의외로 잘생긴 축에 들어기지만, 뒤틀린 성격 덕에 히라츠카 선생님을 비롯한 다른 등장인물들에게서 「눈이 썩어 있다」, 「근성이 썩었다」라는 소리를 듣는다. 그럭저럭 대학에 진학해서 우수한 여성과 결혼하고 주부로서 사는 것이 장래의 꿈. 일하면 지는 것이라 생각하고 있다.
어린 시절부터 쭉 친구가 생기지 않았고, 현재는 친구를 만드는 것을 단념해서 「외톨이」로 살아가려 하고 있다. 지금까지의 경험에서 타인의 호의를 믿지 못하고, 상냥하게 대해줘도 사실은 게임의 벌칙이라든가, 뭔가 다른 뜻 또는 악의가 있다고 생각해 버린다. 특히 여자에 대해서는 강한 경계심을 품고 있다. 인기있는 사람을 좋아하지 않고, 사소한 것에 끌리는 경향이 있다. 학교의 성적은 우수하고 특히 문과 과목에 강해서 국어는 학년 3위이지만, 이것은 친구가 없어서 공부 외에는 달리 할 것이 없기 때문이기도 하다. 히라츠카 선생님에게서는 고2병이라는 평을 듣고 있으며 중학생 시절에는 실제로 중2병이었다고 자각하고 있다.
오랫동안 아웃싸이더로 지내온 덕분인지 타인 관찰 및 본성을 유추해내는 능력이 뛰어나며, 이를 봉사부 의뢰해결에 써먹기도 한다. 또한 각종 만화/소설/예능프로그램/게임/유행어에 매우 능통한지라 이를 바탕으로 각종 농담 따먹기나 딴죽을 거는 솜씨가 일품. 단, 딴죽을 걸때 자학적인 개그를 치는 경우가 많아 역으로 당하기도 한다.
시스터 콤플렉스라고 불릴 정도로 여동생인 코마치를 끔찍하게 아끼는 편이다. 때때로 보이는 그의 행동에 주위의 인물들이 질려할 정도.
고등학교 입학 당일, 자전거를 타고 등교하던 도중 학교 부근에서 개를 산책시키던 여자애가 목줄을 놓쳤고, 그때 개를 구하려다가 달려온 리무진에 부딪혀서 왼발을 다쳐 결국 3주간 병원 신세를 졌다. 그 때문에 고등학교에서 외톨이로 데뷔하게 되었지만 그 사건이 아니었어도 결과는 변하지 않았을 것이라고 본인은 생각하고 있다.
유이가하마 유이가 자신을 좋아하는걸 어느정도 인식하고 있으며 유키노시타 유키노보다 더 신경 썻으나 9권에서의 유키노시타 유키노가 '언젠가 날 구해줘'라는 말을 듣고 도움이 필요할 때 도와주기 위해서 유키노시타 유키노에 대해 좀더 알려고 한다. 또한 11권 마지막(애니메이션으로 13화)에서는 유키노시타 유키노 역시 자신에게 연심이 있다는걸 어느정도 인식하게 된다.
11권 후반(13화 마지막내용)에서는 유이가하마 유이와 유키노시타 유키노를 자신이 잘못 바라봐왔다는 것을 깨닫는다.
유키노시타 유키노(일본어: 雪ノ下 雪乃)
성우 - 하야미 사오리
본작의 히로인 중 한명. 소부 고등학교 2학년 J반 출석번호 38번. 생일은 1월 3일. B형.
일반과(普通科)보다 성적 평균이 높은 국제교양과인 J반 소속으로, 학력 테스트에서 항상 수석을 차지하는 우등생이다. 교양, 상식도 풍부하기에 유키페디아라 불리는 바가 있다. 공부 뿐만 아니라 운동신경도 상당히 좋으며 악기를 다루는 것이나 노래, 가사(家事) 등 여러모로 뛰어난 완벽 초인. 그러나 예전부터 뭐든 잘해서인지 무언가 하나를 꾸준히 해본 경험이 없으며, 체력이 적은 편이다.
흐르는 흑발에 어른스러운 단정한 얼굴의 생김새를 가진 날씬한 미소녀이며, 학교에서는 누구나 알만한 존재. 그 미모와 완벽함 때문에, 초등학교 고학년 시절부터 많은 남학생들에게 호의의 대상이었고, 여학생에게서는 항상 질투의 대상으로 여겨져 집단 괴롭힘을 당해 친구라고 할 만한 존재가 아무도 없었다. 그런 경험 때문에, 인간의 질투 등 보기 흉한 부분을 포함한 세계를 바꿔야 한다고 생각하고 있다.
평소에는 쿨하지만, 승부에 직면하게 되면 극도로 지기 싫어하는 경향을 보인다. 좋든 나쁘든 정직하고, 거짓말을 하거나 남을 속이지는 않는다. 그 점을 동경한 유이가마와는 후에 친구 관계가 된다. 하치만에 대해서는 초S(ドS)라고 말할 수 있을 정도로 가혹한 독설이나 폭언을 퍼붓는 것이 일상적이다.(9권 후반부 이후로는 하치만이 상처입을 정도의 독설이나 매도를 하지 않으며 츳코미(태클)정도의 발언만 하며, 하치만 역시 이에 맞춰서 얘기하는 등 즐기는 모습을 보여준다.) 처음에는 단순히 동급생 정도로 생각하고 있었으나, 점차 이성으로서 의식하게 되어가고 있다.
취미는 독서로, 봉사부 부실에서 주로 책을 읽고 있는 경우가 많다. 또한 고양이와 데스티니 랜드의 마스코트 「판다 판」를 매우 좋아하지만, 남들 앞에서는 그것을 솔직하게 말하지 않는다. 반대로 개는 꽤나 싫어하는듯.. 유이에게는 「유키농」(ゆきのん)이라고 불리고 있다.
하치만이 좋아하는 것을 알아가며 10권(애니메이션 11화)에서는 하치만이 선물한 블루라이트 차단용 안경을 하치만 앞에서 쓰며 잘어울리냐고 묻는 등 칭찬받을려하고, 그 외에도 중간중간에 하치만이 좋아하는 것에 맞출려고 노력한다.(하치만이 좋아하는 MAX커피(맥캔)을 자신도 마셨다. 하치만이 프리큐어를 좋아하는걸 알게되면 일주일만에 프리큐어 시리즈를 전부 볼 것이라고 생각된다. 또한 애니메이션 13화에선 나오지 않았으나 11권 내용 중에선 이로하의 '역시 선배는 연하를 좋아하네요~'라는 발언에 '연하의 기준은 어떻게 되는걸까? 출생년도? 학년? 생일? 우선 그것부터 명확하게 해야겠네'라며 생일이 더 늦다는 점을 이용해 연하라는 점을 어필하기도 했다.)
진심으로 연애감정을 품은 적은 단 한번도 없으며 표현하는 것도 상당히 서툴러 자신이 표현한 의도와는 다르게 하치만이 받아들여 엇갈려버린 경우가 있다.
유이가하마 유이(일본어: 由比ヶ浜 結衣)
성우 - 토야마 나오
본작의 히로인 중 한명. 소부 고등학교 2학년 F반 출석번호 33번. 생일은 6월 18일. O형.
느슨한 웨이브가 어깨까지 오는 밝은 갈색 머리, 짧은 스커트, 가슴팍의 버튼을 3개 정도 풀어헤친 블라우스에 목걸이 등, 그야말로 트렌디 걸이라고 하는 모습을 보여주는 여학생. 동안으로, 가슴은 유키노와는 대조적으로 큰 편이다. 화려한 외관과 말투에 비해 기가 센 성격은 아니고, 오히려 분위기에 민감하게 반응하며 주위에 잘 맞추려는 타입이다. 또한, 자신이 나쁜 일을 했다고 생각하면 제대로 사과하는 솔직한 모습을 보인다. 겉보기와는 달리 남녀 교제의 경험은 없지만, 하치만에게서는 초면에 리얼충(=적)으로 인식되어 「걸레」(ビッチ)라고 불리기도 했다.
반에서는 하야마나 미우라를 중심으로 한 카스트 최상위의 친구 그룹에 속해 있지만, 친구 관계가 망가지지 않게 다른 애들에게 맞춰 가는 경향이 있으며, 본인 스스로도 그것을 자각하고 있다. 봉사부를 알게 된 것을 계기로 자신과 정반대의 삶을 살아가는 유키노에게 감명을 받아 봉사부에 드나들게 되어, 후에 봉사부에 가입하고 부원이 되어 유키노와도 친구 관계가 된다.
요리실력이 괴멸적이여서 쿠키를 만들려고 해도 '슈퍼에서 파는 바비큐용 참숯같은 것'이 되어버린다. 하치만의 말에 따르면 「손재주도 없을뿐더러 무신경하고 쓸데없이 독창적이기까지 한, 요리에는 전혀 걸맞지 않은 인간」.
실은 하치만이 고교 입학 직후 몸을 던져 구해줬던 개의 주인이다. 이를 계기로 하치만에게 호의를 품고 있으나, 솔직하게 그표현하지는 못하고 있다. 하치만의 입원 도중, 과자를 가지고 하치만의 집에 문병왔던 적이 있었는데 그 때 만났던 코마치에게는 과자를 준 사람으로 기억되고 있다. 하치만은 사고 당시 개의 주인이 여자 아이였던 것은 인식하고 있었지만 얼굴까지 기억하지는 못했다.
작중 보기보다 상당히 독점욕과 질투심이 심하다. 질투심의 대상에는 하치만의 여동생인 코마치를 포함해 동성인 사이카에게 마저 질투심을 느끼는 수준. 13화 마지막 장면에서는 유키노와 하치만에게 '내가 이긴다면 전부 갖겠어.…치사할지도 모르겠지만 그것밖에 생각이 안 나거든. 어떨까?'라고 한 뒤 유키노에게 다가가 손을 잡으며 '유키농, 그래도 괜찮아?'라고 유키노에게 '자신도 하치만을 좋아한다'라는 것을 말하는 것과 동시에 '내가 하치만에게 선택받더라도 유키농은 친구로 "있어줘야 한다". 하지만 유키농이 하치만에게 선택받더라도 나는 유키농과 친구로 지낼 "의지가 있다".'라는 것을 말하는 것이다. 12권 마지막즈음에 곤경에 빠진 유키노시타를 도우려 가려고 할 때 울어버리고 안심해서 그렇다고 얼버무린 뒤 책이 끝나기 전 막간에 유키노시타가 자신의 마음을 알고 배려해준 것에 의존하기만 한다고 하거나 하치만이 나의 히어로라고 하고 자신을 왜 도와주는지 물어볼 수 없었다고 속마음을 독백하는 장면이 있다.
토츠카 사이카(일본어: 戸塚 彩加)
성우 - 코마츠 미카코
소부 고등학교 2학년 F반 출석번호 20번. 생일은 5월 9일. A형.
하치만의 몇 안되는 친구 중 한명. 사실은 1학년때부터 같은 반이었지만, 하치만과는 2학년이 되고 나서야 처음 대화를 하게 되었다.
성별은 분명히 남자지만, 연약해 보이는 겉모습이나 언행등 덕분에 귀여운 미소녀로 보인다. 반의 일부 여학생에게서는 「왕자」라고 불리며 인기가 있지만, 동성 친구는 적은 것 같다.
성격은 솔직하고 상냥하고 소극적이며 착실한 편. 테니스부에서 활동중임과 동시에 별도로 레슨까지 받고 있을만큼 테니스를 좋아하는데, 봉사부에 테니스 관련 의뢰를 넣는걸 통해서 하치만과 아는사이가 되었다. 본인의 언급으론 하치만의 스트로크 폼이 멋있어서 언젠가 말을 걸어보고 싶었다고. 유이와는 이전부터 사이가 좋았던 것으로 보이며, 유이에게서는 「사이」(さいちゃん)라고 불리고 있다. 졸업 앨범에는 미래의 꿈을 간호사라고 적었다.
수학여행 때 거짓고백 일 이후로 삐걱거려 힘들어하던 하치만을 끝까지 기다려 줬으며 자신의 의지로 하치만에게 다가가 하치만에게 친구라는 것을 인정받는다.(이때까지 하치만은 사이카나 요시테루를 자신에게 접근하는 여성의 방패처럼 여겨졌으며 사이카의 경우에는 아이돌과 같은 감정을 가지고 있었다.)
자이모쿠자 요시테루(일본어: 材木座 義輝)
성우 - 히야마 노부유키
소부 고등학교 2학년 C반 출석번호 12번. 생일은 11월 23일. AB형. 작가 자신을 캐릭터화했다는 팬들의 추측이 있다.
하치만에게 말을 거는 몇 안되는 인물 중 한명. 항상 입고 다니는 바바리 점퍼와 바이크 라이더용 글러브가 그의 트레이드 마크며, 장래희망은 라이트 노벨 작가가 되는 것이 꿈이다. 하치만과의 대화에서 게임 시놉시스 개발자가 되겠다고 표현한 적이 있을정도로 주위의 흐름에 휩쓸리기 쉬운 타입이며, 생김새로 봤을 때 뚱뚱하면서 안경을 착용한 전형적인 오타쿠 성격을 가진 캐릭터이다. 취미 또한 독서(라이트노벨) 감상, 게임, 애니메이션등을 즐긴다. 하치만과 마음이 잘 맞을 때가 있으며 동시에 라이벌 의식이 있다. 대표적인 중2병 캐릭터. 하치만에게는 「기분나쁘다」같은 악평을 주로 받으며 학교 밖에서든 안에서든 되도록이면 만나고 싶지 않아하는 인물이다.
중2병 전개를 보여주는 인간이며, 스스로를 검호 쇼군이라고 칭하고 있다. 그 성격이나 언동 때문에 친구가 없으며, 마찬가지로 친구가 없는 하치만과는 체육 시간에 페어로 활동할 때가 있다. 일단은 라이트 노벨 작가를 목표로 하고 있지만, 정확히 말하자면 「워너비」에 가깝다. 유이에게서는 「중2」라고 불리고 있다.
찌질한 모습을 보여주는 등 짜증나는 모습을 많이 보여주지만 하치만이 정한 일에 어떠한 리스크가 있던 무조건적으로 도와주는 성격. 하치만은 자이모쿠자를 별로 만나고 싶지 않아하는 인물로 여기지만 문화제 때나 학생회장 선거 등 여러 가지 중요한 일이 있을 때 도움을 받기도 한다.
히키가야 코마치(일본어: 比企谷 小町)
성우 - 유키 아오이
중학교 3학년 생일은 3월 3일 혈액형 O형
히키가야 하치만의 누이동생. 오빠인 하치만하고 다르게 쾌활하고 밝은 표정의 소유자이다. 낯가림이 심한 오빠와 달리 눈치가 매우 빠르고 붙임성이 있으며 친화력과 싹싹한 면이 뛰어나다. 중학교 시절 하치만이 저지른 흑역사 덕분에, 동생인 코마치가 중학생이 됐을 무렵 「얘가 그 히키가야의 여동생? 믿을 수 없어!」같은 반응을 받아, 가만히만 있어도 상당한 고평가를 받는 편이다. 자신을 끔찍히 아끼는 오빠인 하치만을 가끔식 놀리거나 골탕을 많이 먹이기도 한다. 그만큼 자신의 오빠인 하치만을 끔찍하게 생각하는 편이다. 특기는 요리와 오빠 보살피기이고 고양이를 무척이나 좋아한다.
호의를 의심하고 남의 악의를 읽는 것이 특기인 지금의 하치만을 탄생시킨 장본인이기도 하다. 이유는 중학생때 하치만은 오리모토 카오리(cv.토마츠 하루카)에게 고백하였다가 차인 후 괴로워하는 오빠를 보고 있을 수 없어 세뇌교육을 시키기로 한다. 「남의 호의를 믿지마라」,「여자의 언어를 해석해라」등 여러 가지를 가르쳐줘 언젠가 자신의 오빠를 진심으로 사랑해줄 사람이 나타날때까지 오빠를 보호하기 위해서 세뇌교육을 하였다.
유키노시타 유키노, 유키노시타 하루노, 유이가하마 유이를 새언니 후보로 생각하며 3명을 전부 도와준다. 하루노가 들어감으로써 코마치가 아무에게나 새언니 드립을 치는 듯 보이나 그것은 절대 아니다. 수학여행때는 에비나 히나, 미우라 유미코를 보고도 새언니 드립을 치지 않았던 것은 하치만이 그녀들의 마음에 없었기 때문이다. 히키가야 코미치의 성우인 유키 아오이도 이 작품의 배경인 지바현(치바현)출신이다.
잇시키 이로하(일본어: 一色 いろは)
성우 사쿠라 아야네
소부 고교 1학년 학생이자, 축구부 여성 매니저. 핑크색 가디건과 카키색 세미롱 헤어의 폭신폭신한 스타일이 돋보이는 미소녀로, 학년내 최상위 카스트에 속한다. 단편인 7.5권의 유도부 에피소드때 살짝 모습을 비추며, 8권에서 봉사부에 학생회장 낙선건과 관련한 의뢰를 넣기위해 정식으로 등장한다.
겉보기와 달리 가치계산을 철저히 하고 자신의 캐릭터를 설정해 주위에 그것을 어필하는, 전형적인 가식적인 캐릭터로, 인간관찰에 능숙한 하치만은 그녀를 보자마자 경계한다.
친구들의 장난으로 학생회장 후보에 오른터라 이쪽엔 전혀 관심이 없었지만, 하치만의 노력덕에 큰맘먹고 학생회장에 당선 & 취임한다. 이후부턴 봉사부에 자주 드나들며 하치만을 잘따르는 모습을 보임과 동시에 각종 만담을 나누는 주요인물로 급부상 한다.
하치만에게 많이 의지하며 하치만 역시 이로하를 여동생처럼 여기기에 많이 도와준다. 하치만이 자신에게 무르다는 것과 봉사부의 유키노시타 유키노, 유이가하마 유이가 하치만의 결정에 따른다는 것을 이용하기도 한다.
하치만의 발언에 대한 반응이 여동생인 코마치와 상당히 비슷하기에 하치만이 이로하를 완전히 여동생처럼 여긴다.(9권 후반에서 이로하가 하치만과 유키노에게 형식상 화를 내고 있을 때도 이로하를 귀엽다고 평가했다.) 이후 12권에서 여동생 취급받고 좋아하는 여자아이는 없다고 말한 뒤 자신은 선배의 여동생이 아니라는 의미심장한 어필을 한다
히라츠카 시즈카(일본어: 平塚 静)
성우 유즈키 료카
소부 고등학교 국어교사이자 생활지도를 맡고있는 인물. 나이는 30대로 추정되며 생일은 불명.
'고교 생활을 되돌아보며'라는 주제의 글짓기에서 히키가야 하치만이 「청춘은 거짓이며, 사회의 악이다」라는 제목의 부정적인 글을 제출하자 그를 갱생시키기 위하여 봉사부 강제 입부를 시킨 장본인이다.
항상 담배를 피우는 모습이 언급될만큼 애연가이며 술을 좋아한다. 또한 유명 라면집을 일부러 찾아다니는 자칭 라면 매니아에 열혈 만화를 즐겨 보는 남성스러운 취미가 있다. 특기는 격투기이고 하치만의 쓸데 없는 발언을 할 때 가끔 펀치로 한방 먹이기도 할정도로 전형적인 터프한 누님 캐릭터. 그리고 결혼을 안한 노처녀라서 나이와 미혼이란 말에 아주 민감하다. 하치만이 갱신한 자세를 보일 때 누구보다 격려를 잘 해주는 어른스럽고, 인간적인 면도 가지고 있다. 미인이지만 여러 면에서 아저씨스러운 면이 있는 여러모로 안쓰러운 캐릭터.
때때로 남자다운 행동을 하기 때문에 하치만이, 「10년만 젊었어도 선생님께 반했을 것」이라는 말을 했지만 그것은 자학적인 얘기가 아닌 정말이다. 자신의 방식을 부정하지 않고 인정해주며, 취미 역시 비슷하고 미인 여교사. 나이차라는 벽만 없었으면 실제로 고백했을 가능성은 100%라고 봐도 좋다. 취미는 미인 여교사인 겉모습과 다르게 소년만화, 애니메이션 감상을 주로 즐긴다. 그 탓에 여러 소년 만화의 패러디나 농담을 자주 사용하는 편.
작중 선생님이라는 위치에 있으며 역시 내 청춘 러브코메디는 잘못됐다 에 있어 그녀가 하는 발언은 꽤나 영향력을 보인다.
하치만이 코마치의 말에 거스른 점이 있었던 것에 비해 시즈카의 말은 한번도 거스르지 않았다.
하야마 하야토(일본어: 葉山 隼人)
소부 고등학교 2학년 F반 소속. 하야마팸의 일원이자, 축구부 주장을 맡고 있다. 전교 2등의 학업성적과 발군의 운동실력, 잘생긴 외모, 남을 잘 배려해주는 언행덕에 소부 고교 최고의 인기남으로 불리는 인물. 작주 초반엔 아웃싸이더 하치만과 대비되는 리얼충의 표본으로 묘사되지만, 원작 7권 즈음부터 하치만과 라이벌 관계를 형성하고 있다.
하치만에 대해서 열등감을 가지고 있으며 그 사이는 악우라고 해도 될 정도이기에 하치만과 얼마든지 본심을 털어놓고 얘기할 수 있기에 앞으로 둘 사이는 다른 친구들 보다도 더 오래 갈 것이라고 예상할 수 있다.
미우라 유미코(일본어: 三浦 優美子)
성우 - 이노우에 마리나
소부 고등학교 2학년 F반 소속. 웨이브가 들어간 노란머리가 특징인 미인으로, 하야마팸의 실질적인 리더를 맡고 있다. 하야마를 짝사랑하는 중이며, 이와 관련된 의뢰를 봉사부에 넣은적도 있다. 남학생들에게 인기가 많음과 동시에 하야마와 아는 사이인 유키노시타 유키노를 라이벌로 여기고 적대적인 반응을 보이는데, 말빨에서 밀리다보니 매번 지는중.
하야마 하야토와 히키가야 하치만이 악우인 것처럼 미우라 유미코와 유키노시타 유키노 사이가 악우.
겉으로 보면 상당히 제멋대로 인듯 보이나 친구를 소중히 여기며 힘들때 도와주는 등 의리있는 모습들을 많이 보여준다. 1기 2화에서 유미코가 유이에게 짜증낸 이유는 자신의 눈치를 보며 하고 싶은 말을 제대로 못한 것에 짜증을 낸 것이다. 또한 1기 12화 문화제에선 공연 후 패닉이 되었음에도 불구하고 사가미 미나미가 사라져 찾을 시간을 벌기위해 한번 더 불러달라는 하야마 하야토의 부탁과 유키노시타 유키노의 부탁을 받아들였다.(츤데레가 아닌 공과 사를 구분할 줄 아는 것으로 받아들여야 된다.)
토베 카케루(일본어: 戸部 翔)
성우 - 호라이 챠도
소부 고등학교 2학년 F반 소속. 하야마팸의 일원이자, 하야마와는 축구부 동료사이. 약간 불량한 분위기를 풍기며, 오버스러운 언행이 특징이다. 겉보기엔 별볼일 없는 녀석으로 보이지만, 분위기 메이커 역할을 톡톡히 해냄과 동시에 남을 배려할줄 안다.
7권에서 에비나에게 고백하는걸 도와 달라고 봉사부에 의뢰를 넣은 이후부터 준조연급 대접을 받고 있으며, 하치만과도 그럭저럭 안면을 트고 몇마디 나누는 사이가 됐다.
에비나 히나(일본어: 海老名 姫菜)
소부 고등학교 2학년 F반 소속. 하야마팸의 일원이다. 겉보기엔 얀경을 쓴 아담하고 소박한 타입의 아가씨로 보이지만, 실은 각종 서브컬쳐의 BL문화를 좋아하는 속칭 「부녀자(腐女子)」기믹이 있다.
카와사키 사키(일본어: 川崎 沙希)
성우 - 고시미즈 아미
소부 고등학교 2학년 F반 소속. 푸른빛이 도는 긴 흑발을 포니테일형로 묶고 다니며, 오른쪽 눈밑의 눈물점이 강조되는 미인이다. 또한 가라테를 특기로 삼을만큼 운동신경이 좋으며, 직접 머리끈이나 각종 옷을 만들만큼 손재주도 좋다. 쿨한 분위기를 풍기는데다 말수가 적은터라 아웃싸이더로 오해받고 있는데, 사실은 타인과의 커뮤니케이션이 서툴고 표현이 능숙치 못한 부끄럼쟁이. 반 친구들과 놀때는 의외로 잘 어울려 준다.
동생 타이시가 봉사부에 의뢰를 넣을걸 계기로 하치만과 자주 엮이며, 은근히 그를 신경 쓰는듯한 언행을 보인다.
카와사키 타이시(일본어: 川崎 大志)
카와사키 사키의 친동생이자, 히키가야 코마치의 친구. 2권에서 누나가 이상한것 같다며 봉사부에 의뢰를 넣는다. 하치만을 형님으로 부르며 잘따르는 모습을 보이지만, 시스콘인 하치만은 차갑게 대한다.
유키노시타 하루노(일본어: 雪ノ下 陽乃)
성우 - 나카하라 마이
유키노시타 유키노의 친언니. 엄청난 미인에 성적까지 우수한 대학생으로, 소부 고교를 졸업한 선배이다. 또한 유키노시타 가문의 차기 후계자로 점쳐지는등 엄청난 스펙의 소유자. 그러나 사실은 가식을 떨며 이런저런 구린 석내를 가진 캐릭터로, 이쪽방면을 읽는데 능한 하치만이 한눈에 경계태세를 취한다. 본인은 이런 모습을 보이는 하치만이 굉장히 마음에 드는지 만나기만하면 살살 놀려 먹으며 이를 즐긴다.
동생 유키노시타 유키노는 그녀의 존재에 대해서 열등감을 지니고 있으며, 그녀에게 항상 차가운 반응을 보인다.
문화젠 슬로건에서 하치만의 '그럼... '~사람(人) 잘보면 한쪽은 놀고먹는 문화제~'는 어때?'라는 발언과 함께 그때 자신이 설치한 함정을 생각지도 못한 방식으로 회피함에 따라 조용해진 장소에서 혼자 대폭소하며 하치만에게 본격적으로 관심을 가지기 시작. 끝날 때는 뒷정리하는 하치만을 보며 '히키가야는 최고야. 다 들었어. 그 악당 행세. 난 좋아. 유키노쨩에게는 아까운걸~ 그렇지 시즈카쨩?'이라는 말고 함께 나간다. 이때부터는 자신의 여동생인 유키노와 하치만을 묶지 않으며 지금에 이르러선 유키노는 하루노에게 있어서 하치만을 만나기 위한 수단 혹은 하치만을 손에 넣는 것에 방해되는 존재로 밖에 여기지 않게 된다.
진로 상담때는 하치만에게 무엇이든 상담해보라고 하는 반면 유키노에게는 엄마가 물어보라고 해서 물어보는 것이다 라고 관심이 전혀 없다고 말한다. 하야토에게 이르러선 '그딴 것'이라고까지 말한다.
시로메구리 메구리(일본어: 城廻 めぐり)
성우 - 아사쿠라 아즈미
소부 고교 3학년이자 학생회장을 맡고 있다. 머리끝을 짧게 댕기로 땋고 앞이마를 드러낸 포근한 스타일이 특징. 8권에서 이로하에게 회장직을 물려주고 은퇴했으며, 상위권의 성적을 유지하고 있던터라 추천입학을 통해 상위권 대학에 합격했다고 한다.
누구에게든 진심으로 호의를 베풀며 악의를 전혀 파악하지 못한다. 하치만의 여성에 대한 방어 행동이나 발언 역시 메구리에 대해서는 처음부터 하지 않았다(?).

## 서적 정보

### 라이트 노벨
| 타이틀                                   | 초판발행일       | 발매일    | 통상판                 | 한정특장판             |
| ---------------------------------------- | ---------------- | --------- | ---------------------- | ---------------------- |
| 역시 내 청춘 러브코메디는 잘못됐다.      | 2011년 3월 23일  | 3월 18일  | ISBN 978-4-09-451262-5 | -                      |
| 역시 내 청춘 러브코메디는 잘못됐다. 2    | 2011년 7월 25일  | 7월 20일  | ISBN 978-4-09-451286-1 | -                      |
| 역시 내 청춘 러브코메디는 잘못됐다. 3    | 2011년 11월 23일 | 11월 18일 | ISBN 978-4-09-451304-2 | ISBN 978-4-09-451307-3 |
| 역시 내 청춘 러브코메디는 잘못됐다. 4    | 2012년 3월 21일  | 3월 16일  | ISBN 978-4-09-451332-5 | ISBN 978-4-09-451333-2 |
| 역시 내 청춘 러브코메디는 잘못됐다. 5    | 2012년 7월 23일  | 7월 18일  | ISBN 978-4-09-451356-1 | -                      |
| 역시 내 청춘 러브코메디는 잘못됐다. 6    | 2012년 11월 25일 | 11월 20일 | ISBN 978-4-09-451380-6 | -                      |
| 역시 내 청춘 러브코메디는 잘못됐다. 7    | 2013년 3월 24일  | 3월 19일  | ISBN 978-4-09-451402-5 | ISBN 978-4-09-451403-2 |
| 역시 내 청춘 러브코메디는 잘못됐다. 7.5  | 2013년 8월 23일  | 8월 20일  | ISBN 978-4-09-451434-6 | -                      |
| 역시 내 청춘 러브코메디는 잘못됐다. 8    | 2013년 11월 24일 | 11월 19일 | ISBN 978-4-09-451451-3 | ISBN 978-4-09-451453-7 |
| 역시 내 청춘 러브코메디는 잘못됐다. 9    | 2014년 4월 23일  | 4월 18일  | ISBN 978-4-09-451482-7 | -                      |
| 역시 내 청춘 러브코메디는 잘못됐다. 6.5  | 2014년 7월 27일  | 7월 18일  | ISBN 978-4-09-451501-5 | ISBN 978-4-09-451502-2 |
| 역시 내 청춘 러브코메디는 잘못됐다. 10   | 2014년 11월 21일 | 11월 18일 | ISBN 978-4-09-451523-7 | -                      |
| 역시 내 청춘 러브코메디는 잘못됐다. 10.5 | 2015년 3월 23일  | 3월 18일  | ISBN 978-4-09-451542-8 | -                      |
| 역시 내 청춘 러브코메디는 잘못됐다. 11   | 2015년 6월 23일  | 6월 24일  | ISBN 978-4-09-451558-9 | -                      |
| 역시 내 청춘 러브코메디는 잘못됐다. 12   | 2017년 9월 20일  | 9월 19일  | ISBN 978-4-09-451674-6 | -                      |
| 역시 내 청춘 러브코메디는 잘못됐다. 13   | 2018년 11월 20일 | 11월 20일 | ISBN 978-4-09-451762-0 | -                      |
| 역시 내 청춘 러브코메디는 잘못됐다. 14   | 2019년 11월 24일 | 11월 19일 | ISBN 978-4-09-451781-1 | -                      |
| 역시 내 청춘 러브코메디는 잘못됐다. 14.5 | 2021년 4월 25일  | 4월 20일  | ISBN 978-4-09-453004-9 | -                      |
| 역시 내 청춘 러브코메디는 잘못됐다. 결 1 | 2021년 9월 22일  | 9월 17일  | ISBN 978-4-09-453031-5 | -                      |
| 역시 내 청춘 러브코메디는 잘못됐다. 결 2 | 2023년 2월 22일  | 2월 17일  | ISBN 978-4-09-453061-2 | -                      |

### 만화
역시 내 청춘 러브코메디는 잘못됐다.-妄言録 (독백) -
『월간 빅 간간』(스퀘어 에닉스) 2012년 Vol.10부터 2023년 Vol.5까지 연재, 카즈키 레치 작. TV 애니메이션 판의 코미컬라이즈.
1. 2013년 3월 19일 발행 ISBN 978-4-7575-3925-9
2. 2013년 8월 20일 발행 ISBN 978-4-7575-4031-6
3. 2013년 12월 25일 발행 ISBN 978-4-7575-4193-1
4. 2014년 5월 24일 발행 ISBN 978-4-7575-4318-8
5. 2014년 11월 18일 발행 ISBN 978-4-7575-4466-6
6. 2015년 3월 18일 발행 ISBN 978-4-7575-4581-6
7. 2015년 6월 18일 발행 ISBN 978-4-7575-4663-9
8. 2015년 12월 25일 발행 ISBN 978-4-7575-4845-9
9. 2016년 7월 25일 발행 ISBN 978-4-7575-5062-9
10. 2017년 1월 25일 발행 ISBN 978-4-7575-5226-5
11. 2017년 8월 25일 발행 ISBN 978-4-7575-5456-6
12. 2018년 3월 24일 발행 ISBN 978-4-7575-5675-1
13. 2019년 3월 25일 발행 ISBN 978-4-7575-5897-7
14. 2019년 6월 25일 발행 ISBN 978-4-7575-6174-8
15. 2019년 11월 25일 발행 ISBN 978-4-7575-6359-9
16. 2020년 3월 25일 발행 ISBN 978-4-7575-6578-4
17. 2020년 7월 25일 발행 ISBN 978-4-7575-6714-6
18. 2021년 1월 25일 발행 ISBN 978-4-7575-7052-8
19. 2021년 7월 26일 발행 ISBN 978-4-7575-7380-2
20. 2022년 3월 25일 발행 ISBN 978-4-7575-7841-8
21. 2022년 11월 25일 발행 ISBN 978-4-7575-8272-9
22. 2023년 7월 25일 발행 ISBN 978-4-7575-8693-2

역시 내 청춘 러브코메디는 잘못됐다.@comic
『월간 선데이 제넥스』(쇼가쿠칸) 2013년 1월호부터 2023년 2월호까지 연재, 이오 나오미치 작.
1. 2013년 5월 17일 발매 ISBN 978-4-09-157349-0
2. 2013년 11월 19일 발매 ISBN 978-4-09-157362-9
3. 2014년 5월 19일 발매 ISBN 978-4-09-157377-3
4. 2014년 11월 19일 발매 ISBN 978-4-09-157396-4
5. 2015년 5월 19일 발매 ISBN 978-4-09-157417-6
6. 2015년 11월 21일 발매 ISBN 978-4-09-157430-5
7. 2016년 6월 17일 발매 ISBN 978-4-09-157450-3
8. 2016년 11월 18일 발매 ISBN 978-4-09-157464-0
9. 2017년 5월 19일 발매 ISBN 978-4-09-157486-2
10. 2017년 11월 17일 발매 ISBN 978-4-09-157506-7
11. 2018년 5월 18일 발매 ISBN 978-4-09-157525-8
12. 2018년 11월 19일 발매 ISBN 978-4-09-157550-0
13. 2019년 4월 19일 발매 ISBN 978-4-09-157563-0
14. 2019년 11월 19일 발매 ISBN 978-4-09-157581-4
15. 2020년 3월 19일 발매 ISBN 978-4-09-157592-0
16. 2020년 9월 18일 발매 ISBN 978-4-09-157606-4
17. 2021년 2월 19일 발매 ISBN 978-4-09-157623-1
18. 2021년 7월 19일 발매 ISBN 978-4-09-157642-2
19. 2021년 12월 17일 발매 ISBN 978-4-09-157664-4
20. 2022년 5월 19일 발매 ISBN 978-4-09-157679-8
21. 2022년 10월 19일 발매 ISBN 978-4-09-157691-0
22. 2023년 4월 18일 발매 ISBN 978-4-09-157750-4

역시 4컷에서도 내 청춘 러브코메디는 잘못됐다.
『망가 4컷 팔레드』(이치진샤) 2013년 5월호에서 프리뷰 코믹이 게재되어, 다음 6월호부터 2015년 8월호까지 연재되었다. 타네다 유타 작.
1. 2014년 6월 21일 발매 ISBN 978-4-7580-8203-7
2. 2015년 7월 22일 발매 ISBN 978-4-7580-8243-3

## TV 애니메이션
제1기는 2013년 4월부터 6월까지 TBS 텔레비전 등에서 방송됐다.
제2기 《역시 내 청춘 러브코메디는 잘못됐다. 속》(やはり俺の青春ラブコメはまちがっている。続)은 2014년 4월 18일에 제작 결정이 발표되어, 2015년 4월부터 6월까지 방송 되었다. 애니메이션 제작사와 일부 스태프가 변경되었다.
제3기 《역시 내 청춘 러브코메디는 잘못됐다. 완》(やはり俺の青春ラブコメはまちがっている。完)은 2019년 3월 19일에 제작 결정이 발표되었다. 메인 스태프와 애니메이션 제작사는 제2기부터 계속되지만, 제1기·제2기를 통해서 시리즈 구성·각본을 담당하고 있던 스가 쇼타로가 2015년에 사망했기 때문에, 제2기에서 스가와 공동으로 각본을 담당한 오오치 케이치로가 제3기에서 역할을 계승했다. 당초 TBS 텔레비전 '아니메리코'에서 2020년 4월부터 방송 예정이었지만, SARS-CoV-2의 영향으로 인해 같은 해 7월부터 9월까지 방송되었다.

### 스태프
- 원작: 와타리 와타루(渡航)
- 캐릭터 원안: 폰칸(ぽんかん)
- 감독: [1기]: 요시무라 아이(吉村 愛), [2~3기]: 요이카와 케이(及川 啓)
- 시리즈 구성: [1~2기]: 스가 쇼타로(菅 正太郎), [3기]: 오오치 케이치로(大知慶一郎)
- 캐릭터 디자인: [1기]: 신도 유우(進藤 優), [2~3기]: 타나카 유이치(田中雄一)
- 프롭 디자인: 히구치 사토미(樋口聡美)
- 미술 감독: 이케다 시게미(池田繁美), [3기]: 마루야마 유키코(丸山由紀子)
- 미술 배경: [3기]: 아토리엠사(アトリエムサ)
- 색체 설계: [1기]: 츠지타 쿠니오(辻田邦夫), [3기]: 이와이다 히로시(岩井田 洋)
- 촬영 감독: [3기]: 나카무라 유우타(中村雄太)
- 편집: [1기]: 세키 카즈히코(関 一彦), [3기]: 히라키 다이스케(平木大輔)
- 미술 디자인: 이케다 시게미(池田繁美), 오오쿠보 슈이치(大久保修一)
- 음악: 이시하마 쇼(石濱 翔), [2기]: 타카하시 쿠니유키(高橋邦幸), MONACA
- 음악 제작: NBC 유니버설 엔터테인먼트(NBCユニバーサル・エンターテイメント／マーベラス)
- 음향 감독: 모토야마 아키라(本山 哲)
- 음향 효과: 나카노 카츠히로(中野勝博)
- 음향 제작: 델파이 사운드(デルファイサウンド)
- 애니메이션 제작: [1기]: 브레인즈 베이스(ブレインズ・ベース), [2~3기]: feel.
- 제작: [1기]: 역시 이 제작위원회는 잘못됐다(やはりこの製作委員会はまちがっている。), [2기]: 역시 이 제작위원회는 잘못됐다 속(やはりこの製作委員会はまちがっている。続) [3기]: 역시 이 제작위원회는 잘못됐다 완(やはりこの製作委員会はまちがっている。完)

### 주제가

#### 오프닝 테마
작사·노래는 야나기나기, 작곡·편곡은 키타가와 카츠토시가 담당.
눈이 녹다(ユキトキ)
제1기 오프닝 테마.
봄 모조품(春擬き)
제2기 오프닝 테마.
싹틈의 비(芽ぐみの雨)
제3기 오프닝 테마.

#### 엔딩 테마·삽입곡
Hello Alone
제1기 엔딩 테마. / 노래 - 유키노시타 유키노(하야미 사오리), 유이가하마 유이(토야마 나오) / 작사 - 후지바야시 쇼코 / 작곡 - 쿠로스 카츠히코 / 편곡 - 쿠로스 카츠히코
에브리데이 월드(エブリデイワールド)
제2기 엔딩 테마. / 노래 - 유키노시타 유키노(하야미 사오리), 유이가하마 유이(토야마 나오) / 작사 - 후지바야시 쇼코 / 작곡·편곡 - 쿠로스 카츠히코
다이아몬드의 순도(ダイヤモンドの純度)
제3기 엔딩 테마. / 노래 - 유키노시타 유키노(하야미 사오리), 유이가하마 유이(토야마 나오) / 작사 - 후지바야시 쇼코 / 작곡·편곡 - 쿠로스 카츠히코
Bitter Bitter Sweet
제1기 제11화·제12화, 제2기 제1화, 제3기 제1화의 삽입곡. / 작사 - rino / 편곡 - 쿠로스 카츠히코

### 방영 목록
| 화수   | 제목 | 각본              | 그림 콘티                   | 연출                                        | 작화 감독 | 총작화 감독                                                                                               | 방송일          |
| 제1기  | 제1기 | 제1기             | 제1기                       | 제1기                                       | 제1기 | 제1기 | 제1기           |
| ------ | --- | ----------------- | --------------------------- | ------------------------------------------- | --- | --- | --------------- |
| 제1화  | こうして彼らのまちがった青春が始まる。 이리하여 이들의 잘못된 청춘이 시작된다                                                            | 마치다 토우코     | 요시무라 아이               | 요시무라 아이                               | 신도 마사루 나카노 케이야 사카모토 히로미 | 신도 마사루 나카노 케이야                                                                                 | 2013년 4월 5일  |
| 제2화  | きっと、誰しも等し並みに悩みを抱えている。 분명 누구나 똑같이 고민을 가지고 있다                                                         | 마치다 토우코     | 요시무라 아이               | 아리토미 코지                               | 토쿠다 유메노스케 | 신도 마사루 나카노 케이야                                                                                 | 4월 12일        |
| 제3화  | たまにラブコメの神様はいいことをする。 때때로 러브 코미디의 신은 좋은 일을 한다                                                          | 마치다 토우코     | 이마카케 이사무             | 이이다 시게히사                             | 타니가와 료스케 타무라 마사후미 나카무라 미유키                                                                                                  | 신도 마사루 나카노 케이야                                                                                 | 4월 19일        |
| 제4화  | つまり、彼は友達が少ない。 즉, 녀석에겐 친구가 적다                                                                                      | 스가 쇼타로       | 타카하시 히데야             | 타카하시 히데야                             | 오구라 히로유키 사카모토 히로미 후쿠요 마나미 쿠리타 사토미                                                                                      | 신도 마사루 나카노 케이야                                                                                 | 4월 26일        |
| 제5화  | またしても、彼は元来た道へ引き返す。 또다시, 그는 왔던 길을 되돌아간다                                                                   | 마치다 토우코     | 쿠로야나기 토시마사         | 노마타 노리유키                             | 사이토 마사카즈 오가와 코지 요시다 하지메 카타오카 이쿠                                                                                          | 신도 마사루 나카노 케이야                                                                                 | 5월 3일         |
| 제6화  | ようやく彼と彼女の始まりが終わる。 그렇게 그와 그녀의 처음이 끝나다                                                                      | 스가 쇼타로       | Royden B                    | 쿠로카와 토모유키                           | 와타나베 아사미 츠츠미야 노리코 | 신도 마사루 나카노 케이야                                                                                 | 5월 10일        |
| 제7화  | ともあれ、夏休みなのに休めないのは何かおかしい。 어쨌든, 여름방학인데도 쉴 수 없는 건 뭔가 이상하다                                      | 타카야마 카츠히코 | 카와무라 토모유키           | 카와무라 토모유키                           | 토쿠다 유메노스케 오쿠노 히로유키 후지사와 토시유키                                                                                              | 신도 마사루 나카노 케이야                                                                                 | 5월 17일        |
| 제8화  | いずれ彼ら彼女らは真実を知る。 결국, 그들은 진실을 알게 된다                                                                             | 타카야마 카츠히코 | 나카노 히데아키             | 나카노 히데아키                             | 이치노세 유리 쿠리타 사토미 코다 토모키 사카모토 히로미 시가 미치노리 마츠시타 준코                                                              | 신도 마사루 나카노 케이야                                                                                 | 5월 24일        |
| 제9화  | 三度、彼は元来た道へ引き返す。 또다시, 그는 왔던 길로 되돌아간다                                                                         | 스가 쇼타로       | 타카하시 히데야             | 타카하시 히데야                             | 아사카 카즈유키 신도 마사루 타무라 카즈히코 타나카 오리에 토쿠다 유메노스케 시바타 켄지 나카노 케이야                                            | 신도 마사루 나카노 케이야                                                                                 | 5월 31일        |
| 제10화 | 依然として彼らの距離は変わらずに、祭りはもうすぐカーニバる。 그들 사이의 거리는 여전한데, 이제 곧 축제가 시작된다                        | 스가 쇼타로       | 이마카케 이사무             | 요시다 리사코                               | 모토하시 히데유키 | 신도 마사루 나카노 케이야                                                                                 | 6월 7일         |
| 제11화 | そして、それぞれの舞台の幕が上がり、祭りは最高にフェスティバっている。 그렇게 각자 무대의 막이 오르고, 축제는 최고로 흥이 오른다         | 타카야마 카츠히코 | 쿠도 토시하루               | 이시카와 슌스케                             | 후쿠요 마나미 츠츠미야 노리코 타카하시 아츠코 아사카 카즈유키 마츠시타 준코                                                                      | 신도 마사루 나카노 케이야                                                                                 | 6월 14일        |
| 제12화 | それでも彼と彼女と彼女の青春はまちがい続ける。 이렇게 그와 그녀, 그녀의 청춘은 계속 엇갈린다                                             | 스가 쇼타로       | 아리토미 코지 요시무라 아이 | 요시무라 아이                               | 쿠리타 사토미 타카하라 슈지 나카노 케이야 신도 마사루 하세가와 미치오 치바 미츠루 시바타 켄지 사카모토 히로미                                    | 신도 마사루 나카노 케이야                                                                                 | 6월 21일        |
| 번외편 | だから、彼らの祭りは終わらない。 그래서 그들의 축제는 끝나지 않는다.                                                                     | 와타리 와타루     | 타카하시 히데야             | 타카하시 히데야                             | 토쿠다 유메노스케 무라타 토시하루 이치노세 유리 쿠리타 사토미 사카모토 히로미 시가 미치노리 타카하라 슈지 후쿠요 마나미 마츠시타 준코            | 신도 마사루 나카노 케이야                                                                                 | 6월 28일        |
| OVA    | こちらとしても彼ら彼女らの行く末に幸多からんことを願わざるを得ない。 이쪽으로서도 그들과 그녀들의 미래에 행복이 가득하길 빌 수밖에 없다. | 와타리 와타루     | Royden B                    | 오노다 유스케                               | 이치노세 유리 사카모토 히로미 토쿠다 유메노스케 나카노 케이야 후쿠요 마나미 마츠시타 준코                                                        | 신도 마사루 나카노 케이야                                                                                 | -               |
| 제2기  | |                   |                             |                                             | | |                 |
| 제1화  | 何故、彼らが奉仕部に来たのか誰も知らない。 왜 그들이 봉사부에 왔는지 아무도 모른다                                                       | 스가 쇼타로       | 오이카와 케이               | 마츠시타 슈헤이                             | 야마모토 젠야 타카하라 슈지 야마자키 마사카즈 | 타나카 유이치 마스다 쿠니아키                                                                             | 2015년 4월 3일  |
| 제2화  | 彼と彼女の告白は誰にも届かない。 그와 그녀의 고백은 아무에게도 닿지 않는다                                                               | 스가 쇼타로       | 오이카와 케이               | 사가 사토시                                 | 츠지가미 아야카 야마모토 아츠시 | 사다카타 키쿠코 후지사키 켄지                                                                             | 4월 10일        |
| 제3화  | 静かに、雪ノ下雪乃は決意する。 조용히, 유키노시타 유키노는 결의한다                                                                      | 오오치 케이이치로 | 이케하타 타카시             | 나오야 타카시                               | 콘도 유지 마츠모토 토모유키 미후네 치호 | 후지사키 켄지                                                                                             | 4월 17일        |
| 제4화  | そして、由比ヶ浜結衣は宣言する。 그리고 유이가하마 유이는 선언한다                                                                       | 오오치 케이이치로 | RoydenB                     | 하시구치 요스케                             | 타츠타 신이치 카와시마 나오 하카마타 유지 | 마스다 쿠니아키 사토 모토아키 야마자키 마사카즈 사다카타 키쿠코 후지사키 켄지                             | 4월 24일        |
| 제5화  | その部屋には、紅茶の香りはもうしない。 그 부실에는, 홍차의 향이 더는 나지 않는다                                                         | 오오치 케이이치로 | 무라타 토시하루             | 야나세 타케유키                             | 시바타 시로 핫토리 켄지 후지타 마사유키 | 후지사키 켄지 마스다 쿠니아키                                                                             | 5월 1일         |
| 제6화  | つつがなく、会議は踊り、されど進まず。 무사히, 회의는 춤추지만 진전은 없고                                                               | 스가 쇼타로       | 오이카와 케이               | 마츠모토 마사유키                           | 야마모토 아츠시 타카하라 슈지 시게모토 와카코 | 노구치 타카유키 사토 모토아키 야마자키 마사카즈 마스다 쿠니아키 후지사키 켄지                             | 5월 8일         |
| 제7화  | されど、その部屋は終わらぬ日常を演じ続ける。 그럼에도, 그 부실은 끝없는 일상을 연기한다                                                  | 스가 쇼타로       | 카와구치 케이이치로         | 나오야 타카시                               | 콘도 유지 마츠모토 토모유키 미후네 치호 | 후지사키 켄지 마스다 쿠니아키                                                                             | 5월 15일        |
| 제8화  | それでも、比企谷八幡は。 그럼에도, 히키가야 하치만은                                                                                     | 오오치 케이이치로 | RoydenB                     | 이와사키 미츠히로                           | 야마모토 젠야 야마모토 아츠시 키타무라 토모유키                                                                                                  | 후지사키 켄지 마스다 쿠니아키 사토 모토아키                                                               | 5월 22일        |
| 제9화  | そして、雪ノ下雪乃は。 그리고, 유키노시타 유키노는                                                                                       | 오오치 케이이치로 | 타카하시 토모야             | 타카하시 토모야                             | 카와시마 나오 야스다 쇼코 야마자키 마사카즈 | 후지사키 켄지 마스다 쿠니아키 사토 모토아키 야마자키 마사카즈                                             | 5월 29일        |
| 제10화 | それぞれの、掌の中の灯が照らすものは。 각자의 손안에 담긴 등불이 비추는 것은                                                             | 스가 쇼타로       | 카와구치 케이이치로         | 마츠시타 슈헤이 히라미네 요시히로           | 핫토리 켄지 후지타 마사유키 이주현 야마우치 아키 모리시타 치에 무로야마 쇼코 히라타 켄이치 Synod Animation                                       | 타나카 유이치 후지사키 켄지 사토 모토아키 야마자키 마사카즈 마스다 쿠니아키                               | 6월 5일         |
| 제11화 | いつでも、葉山隼人は期待に応えている。 언제든, 하야마 하야토는 기대에 부응한다                                                           | 오오치 케이이치로 | 이와사키 미츠히로           | 이와사키 미츠히로                           | 야마모토 아츠시 타카하라 슈지 하카마타 유지 야마모토 아야                                                                                        | 후지사키 켄지 마스다 쿠니아키 사토 모토아키 야마자키 마사카즈 야나기 신스케 노구치 타카유키 타나카 유이치 | 6월 12일        |
| 제12화 | 未だ、彼の求める答えには手が届かず、本物はまちがい続ける。 여전히, 그가 구하는 답에는 이르지 못하고, 진짜는 잘못돼 가기만 한다           | 오오치 케이이치로 | RoydenB                     | 나오야 타카시                               | 콘도 유지 마츠모토 토모유키 미후네 치호 | 후지사키 켄지 마스다 쿠니아키 사토 모토아키 나오야 타카시 타나카 유이치                                   | 6월 19일        |
| 제13화 | 春は、降り積もる雪の下にて結われ、芽吹き始める。 봄은, 쌓여가는 눈 아래에 매여 움트기 시작한다                                           | 오오치 케이이치로 | 히라카와 테츠오             | 이케하타 타카시 코바야시 코지 오이카와 케이 | 야마모토 젠야 카와시마 나오 키타무라 토모유키 야스다 쇼코 야마모토 아츠시 야마자키 마사카즈 야마모토 아야 츠지가미 아야카                        | 후지사키 켄지 마스다 쿠니아키 사토 모토아키 나오야 타카시 타나카 유이치                                   | 6월 26일        |
| OVA    | きっと、女の子は砂糖とスパイスと素敵な何かででもている。 분명히, 여자아이는 설탕과 향신료와 근사한 무언가로 이루어져 있다.               | 오오치 케이이치로 | 이와사키 미츠히로           | 이와사키 미츠히로                           | 츠지가미 아야카 타카하라 슈지 | 마스다 쿠니아키                                                                                           | -               |
| 제3기  | |                   |                             |                                             | | |                 |
| 제1화  | やがて、季節は移ろい、雪は解けゆく。 이윽고, 계절은 변화하고, 눈은 녹아간다.                                                             | 오오치 케이이치로 | 오이카와 케이               | 오이카와 케이                               | 시미즈 케이타 | - | 2020년 7월 10일 |
| 제2화  | 今日まで、その鍵には一度も触れたことがない。 오늘까지, 그 열쇠에는 한 번도 닿은 적이 없다.                                               | 오오치 케이이치로 | 시미즈 사토시               | 야마나카 쇼헤이                             | 알베르트 키에 히라타 켄이치 야스모토 마나부 | 시미즈 케이타 마스다 쿠니아키 타카하라 슈지 타니가와 료스케 세가와 신야 요시이 히로유키                   | 7월 17일        |
| 제3화  | やはり、一色いろはは最強の後輩である。 역시, 잇시키 이로하는 최강의 후배이다.                                                            | 오오치 케이이치로 | 시미즈 사토시               | 스즈키 류타로                               | 타츠타 신이치 키타무라 토모유키 시미즈 나오키 호소다 사오리                                                                                      | 시미즈 케이타 마스다 쿠니아키 타카하라 슈지                                                               | 7월 24일        |
| 제4화  | ふと、由比ヶ浜結衣は未来に思いを馳せる。 문득, 유이가하마 유이는 미래를 생각해본다.                                                      | 오오치 케이이치로 | 이마이 쇼타                 | 이마이 쇼타                                 | 후루야마 에이이치로 이소코 시노부 카와시마 나오 리우 윤리우                                                                                      | 마스다 쿠니아키                                                                                           | 7월 31일        |
| 제5화  | しみじみと、平塚静はいつかの昔を懐かしむ。 히라츠카 시즈카는 절실하게 언젠가의 옛날을 그리워한다.                                        | 오오치 케이이치로 | 시미즈 사토시               | 토자와 슌타로                               | 알베르트 키에 히라타 켄이치 야스모토 마나부 오카모토 켄이치로                                                                                    | 시미즈 케이타 마스다 쿠니아키 타카하라 슈지 타니가와 료스케 호즈미 아야카 야나가와 사키                   | 8월 7일         |
| 제6화  | あらためて、比企谷八幡はかたりかける。 또다시, 히키가야 하치만은 말을 건다.                                                              | 오오치 케이이치로 | 이마이 쇼타                 | 히라이 요시미치 야마다 히로카즈 이마이 쇼타 | 이이즈카 요코 에구치 마리 사토 카츠라 호리 미츠아키 야마모토 신지 BSP LARC 카나이 유코 츠지가미 아야카 호즈미 아야카 이소코 시노부 시미즈 나오키 | 요시이 히로유키 타카하라 슈지 타니가와 료스케 후루야마 에이이치로 야나가와 사키                           | 8월 14일        |
| 제7화  | 最後まで、由比ヶ浜結衣は見守り続ける。 마지막까지, 유이가하마 유이는 계속 지켜본다.                                                      | 오오치 케이이치로 | 오이카와 케이 이마이 쇼타   | 야마나카 쇼헤이                             | 이소코 시노부 키타무라 토모유키 시미즈 나오키 타츠타 신이치 하야시 노부히데                                                                      | 시미즈 케이타 마스다 쿠니아키                                                                             | 8월 21일        |
| 제8화  | せめて、もうまちがえたくないと願いながら。 적어도, 이제는 틀리지 않기를 바라며.                                                          | 오오치 케이이치로 | 이케하타 타카시             | 스즈키 류타로                               | 이소코 시노부 카와시마 나오 타츠타 신이치 하야시 노부히데 호소다 사오리 리우 윤리우                                                              | 시미즈 케이타 야나가와 사키 호즈미 아야카                                                                 | 8월 28일        |
| 제9화  | きっと、その香りをかぐたびに、思い出す季節がある。 분명 그 향기를 맡을 때마다 떠오르는 계절이 있다.                                      | 오오치 케이이치로 | 타나카 히로타카             | 츠쿠다 타이스케                             | 키리가야 미사키 사카모토 슌타 | 시미즈 케이타 마스다 쿠니아키                                                                             | 9월 4일         |
| 제10화 | 颯爽と、平塚静は前を歩く。 히라츠카 시즈카는 씩씩하게 앞을 걸어간다.                                                                     | 오오치 케이이치로 | 오오하라 미노루             | 사사키 타츠야                               | 키타무라 토모유키 시미즈 나오키 타니가와 료스케 하야시 노부히데 리우 윤리우                                                                      | 마스다 쿠니아키 타카하라 슈지                                                                             | 9월 11일        |
| 제11화 | 想いは、触れた熱だけが確かに伝えている。 마음은 닿은 열기만이 확실하게 전하고 있다.                                                      | 오오치 케이이치로 | 스즈키 류타로               | 스즈키 류타로                               | 이소코 시노부 카와시마 나오 타츠타 신이치 하야시 노부히데 호소다 사오리                                                                          | 시미즈 케이타 마스다 쿠니아키 타카하라 슈지 후루야마 에이이치로 야나가와 사키 호즈미 아야카               | 9월 18일        |
| 제12화 | やはり俺の青春ラブコメはまちがっている。 역시 내 청춘의 러브 코미디는 잘못됐다.                                                          | 오오치 케이이치로 | 모리모토 이쿠로             | 사사키 타츠야                               | 키타무라 토모유키 시미즈 나오키 타니가와 료스케 야나가와 사키 리우 윤리우                                                                        | 시미즈 케이타 마스다 쿠니아키 타카하라 슈지 호즈미 아야카                                                 | 9월 25일        |

### 내용주
1. ↑  실제로는 7월 22일에서 24일로 되어 있다.

### 참조주
1. ↑  “『역시 내 청춘 러브코메디는 잘못됐다.』”. 《쇼가쿠칸:코믹》. 쇼가쿠칸. 2012년 9월 26일에 확인함.[깨진 링크(과거 내용 찾기)]
2. ↑  “『역시 내 청춘 러브코메디는 잘못됐다. 2』”. 《쇼가쿠칸:코믹》. 쇼가쿠칸. 2012년 9월 26일에 확인함.[깨진 링크(과거 내용 찾기)]
3. ↑  “『역시 내 청춘 러브코메디는 잘못됐다. 3』”. 《쇼가쿠칸:코믹》. 쇼가쿠칸. 2012년 9월 26일에 확인함.[깨진 링크(과거 내용 찾기)]
4. ↑  “『역시 내 청춘 러브코메디는 잘못됐다. 4』”. 《쇼가쿠칸:코믹》. 쇼가쿠칸. 2012년 9월 26일에 확인함.[깨진 링크(과거 내용 찾기)]
5. ↑  “『역시 내 청춘 러브코메디는 잘못됐다. 5』”. 《쇼가쿠칸:코믹》. 쇼가쿠칸. 2012년 9월 26일에 확인함.[깨진 링크(과거 내용 찾기)]
6. ↑  “『역시 내 청춘 러브코메디는 잘못됐다. 6』”. 《쇼가쿠칸:코믹》. 쇼가쿠칸. 2012년 11월 25일에 확인함.[깨진 링크(과거 내용 찾기)]
7. ↑  “『역시 내 청춘 러브코메디는 잘못됐다. 7』”. 《쇼가쿠칸:코믹》. 쇼가쿠칸. 2013년 3월 15일에 확인함.[깨진 링크(과거 내용 찾기)]
8. ↑  “『역시 내 청춘 러브코메디는 잘못됐다. 7.5』”. 《쇼가쿠칸:코믹》. 쇼가쿠칸. 2013년 8월 21일에 확인함.[깨진 링크(과거 내용 찾기)]
9. ↑  “『역시 내 청춘 러브코메디는 잘못됐다. 8』”. 《쇼가쿠칸:코믹》. 쇼가쿠칸. 2013년 11월 20일에 확인함.[깨진 링크(과거 내용 찾기)]
10. ↑  “『역시 내 청춘 러브코메디는 잘못됐다. 9』”. 《쇼가쿠칸:코믹》. 쇼가쿠칸. 2014년 4월 22일에 확인함.[깨진 링크(과거 내용 찾기)]
11. ↑  “『역시 내 청춘 러브코메디는 잘못됐다. 6.5』”. 《쇼가쿠칸:코믹》. 쇼가쿠칸. 2014년 7월 24일에 확인함.[깨진 링크(과거 내용 찾기)]
12. ↑  “『역시 내 청춘 러브코메디는 잘못됐다. 10』”. 《쇼가쿠칸:코믹》. 쇼가쿠칸. 2017년 7월 26일에 원본 문서에서 보존된 문서. 2014년 11월 22일에 확인함.
13. ↑  “『역시 내 청춘 러브코메디는 잘못됐다. 10.5』”. 《쇼가쿠칸:코믹》. 쇼가쿠칸. 2015년 5월 1일에 원본 문서에서 보존된 문서. 2015년 3월 18일에 확인함.
14. ↑  “『역시 내 청춘 러브코메디는 잘못됐다. 11』”. 《쇼가쿠칸:코믹》. 쇼가쿠칸. 2017년 7월 24일에 원본 문서에서 보존된 문서. 2015년 6월 25일에 확인함.
15. ↑  “『역시 내 청춘 러브코메디는 잘못됐다. 12』”. 쇼가쿠칸. 2017년 9월 20일에 확인함.
16. ↑  “『역시 내 청춘 러브코메디는 잘못됐다. 13』”. 쇼가쿠칸. 2018년 11월 20일에 확인함.
17. ↑  “『역시 내 청춘 러브코메디는 잘못됐다. 14』”. 쇼가쿠칸. 2019년 11월 19일에 확인함.
18. ↑  “『역시 내 청춘 러브코메디는 잘못됐다. 14.5』”. 쇼가쿠칸. 2021년 4월 20일에 확인함.
19. ↑  “『역시 내 청춘 러브코메디는 잘못됐다. 결 1』”. 쇼가쿠칸. 2021년 9월 17일에 확인함.
20. ↑  “『역시 내 청춘 러브코메디는 잘못됐다. 결 2』”. 쇼가쿠칸. 2023년 2월 20일에 확인함.
21. ↑  “俺ガイル ：アニメ2期制作決定”. 《まんたんウェブ》. 毎日新聞. 2014년 4월 18일에 확인함.
22. ↑  “アニメ第3期の制作決定 ガガガ文庫の人気ラノベ”. 毎日新聞. 2019년 3월 19일. 2019년 6월 13일에 원본 문서에서 보존된 문서. 2019년 3월 19일에 확인함.
23. ↑  “本日、TVアニメ「やはり俺の青春ラブコメはまちがっている。」第3期制作決定を発表いたします！”. やはり俺の青春ラブコメはまちがっている。公式アカウント. 2019년 3월 19일. 2019년 3월 19일에 확인함.
24. ↑  “シリーズ最新作『やはり俺の青春ラブコメはまちがっている。完』2020年春放送決定！　ティザービジュアル＆PVも解禁”. 《アニメイトタイムズ》. 2019년 11월 10일. 2019년 11월 10일에 확인함.
25. ↑  “TVアニメ『やはり俺の青春ラブコメはまちがっている。完』の新たな放送・配信時期が2020年7月に決定！”. 《アニメイトタイムズ》. 2020년 5월 7일. 2020년 5월 7일에 확인함.